# ジョシュ・マクイクラン
ジョシュア・マーク・マクイクラン（Joshua Mark McEachran, 1993年3月1日 - ）は、イングランド・オックスフォード出身のサッカー選手。ポジションはミッドフィールダー。

## 経歴

### 少年期
オックスフォード出身であり、ウッドストックにあるマールバラ・スクールに通った。オックスフォード・メール・ボーイズ・リーグに所属するガーデン・シティFCでサッカーを始め、そこでプレイする姿がチェルシーFCの目に留まり、7歳でブルーズのアカデミーに加わった。

### チェルシー
アカデミーで徐々に頭角を現し始めたマクエクランは、FAユースカップ2009-2010ではチェルシーを1960年、61年の連覇以来となる3度目の優勝へ導くなど高く貢献した。トップチームデビューとなったのは、2010年9月15日に行われたUEFAチャンピオンズリーグのMŠKジリナ戦であり、交代で出場した。チャンピオンズリーグが始まったのは1992年11月25日であり、マクエークランはチャンピオンズリーグ開始後に生まれた選手として初めてチャンピオンズリーグの試合に出場した選手となった。
カーリング・カップのニューカッスル・ユナイテッドFC戦に交代で出場しホームデビューを飾り、2010年9月25日に行われたマンチェスター・シティFC戦にラミレスと交代で出場し、プレミアリーグデビューを果たした。
2012年1月17日にスウォンジー・シティAFCへのレンタル移籍が決定。
2012年8月20日、ミドルズブラFCへのレンタル移籍が決定。
2014年8月18日、フィテッセにレンタル移籍した。

### ブレントフォード
2015年7月10日、フットボールリーグ・チャンピオンシップのブレントフォードFCへの完全移籍が発表された。

### バーミンガム
2019年9月27日、バーミンガム・シティFCへ2年契約で移籍した。

### ミルトン・キーンズ・ドンズ
2021年3月、ミルトン・キーンズ・ドンズFCに加入した。

## イングランド代表
U-17イングランド代表ではキャプテンを務め、2010年UEFA U-17欧州選手権の優勝に貢献した。この時の年齢はまだ17歳であったが、その後U-19イングランド代表に招集され、2010年10月にはU-21イングランド代表デビューを果たした。

## エピソード
- 本人のインタビューによると、正しくは｢マッケークラン（マクエークラン）｣と発音する。[要出典]

## 獲得タイトル
チェルシー
- FAユースカップ：2009-10

イングランド U-17
- UEFA U-17欧州選手権：2010